# Iliá Averbuj
Iliá Iziaslávich Averbuj (en ruso: Илья Изясла́вич Авербух; Moscú, 18 de diciembre de 1973) es un expatinador soviético de danza sobre hielo. Con su pareja Marina Anissina (Anísina) fue ganador del Campeonato Mundial Júnior de 1990 y de 1992. Con Irina Lobachova fue medallista de plata en las olimpiadas de invierno de 2002, campeón del Mundial de 2002 y campeón del Europeo de 2003. Retirado del patinaje competitivo, trabaja desde 2003 como coreógrafo y productor de espectáculos de patinaje sobre hielo.

## Carrera
Comenzó a patinar a la edad de cinco años. Compitió en danza sobre hielo haciendo pareja con Marina Anissina, ganaron dos Campeonatos del Mundo Júnior en 1990 y en 1992. Desde 1992 compitió con Irina Lobachova, en 1995 se mudaron a los Estados Unidos para entrenar. En septiembre de 2001 su compañera Lobachova sufrió de una herida en la rodilla durante un entrenamiento y se perdieron la temporada de Grand Prix. Ganaron la medalla de plata en los Juegos Olímpicos de invierno de 2002.
La pareja Lobachova-Averbuj ganó además la medalla de oro tanto en el Campeonato del Mundo de 2002 como en el Campeonato Europeo de patinaje de 2003. Averbuj y su pareja se retiraron al final de la temporada 2002-2003. Tras su retiro del patinaje competitivo, Averbuj se convirtió en productor de espectáculos de patinaje sobre hielo y ha montado coreografías a patinadores. Algunos de sus proyectos fueron: Ice Symphony/Ice Age, City Lights, Bolero (un programa de televisión donde concursan patinadores y bailarinas de ballet) y produjo un show que se presentó en los Juegos Olímpicos de Londres en 2012. En enero de 2013 Averbuj fue nombrado embajador de los Juegos Olímpicos de invierno de 2014 en Sochi.

### Programas con su pareja Lobachova
|           | Danza corta                                 | Danza libre                                   | Exhibición                                  |
| --------- | ------------------------------------------- | --------------------------------------------- | ------------------------------------------- |
| 2002-2003 | Unter Donner und Blitz de Johann Strauss II | Fever de Elvis Presley                        |                                             |
| 2001–2002 | Bulerias Magna Mafa de Thomas Espanner      | Time for Peace de Rita                        |                                             |
| 2000–2001 | Foxtrot: Come into my house                 | Toccata de Johann Sebastian Bach              | The Same Sun de Chris de Burgh, Hava Nagila |
| 1999–2000 | Ritmo de Bom Bom de Vimi                    | Jesus Christ Superstar de Andrew Lloyd Webber |                                             |
| 1998–1999 | Die Fledermaus                              | Diablo                                        | Tutti Frutti de Little Richard              |